# Fearn Hill
Der Fearn Hill ist ein 716 m hoher, kegelförmiger und etwas abgelegener Hügel im ostantarktischen Mac-Robertson-Land. Er ragt 2 km nordwestlich des Mount Ward in der North Masson Range der Framnes Mountains auf. Vom übrigen Massiv trennt ihn ein vergletscherter Sattel, der den Lake Lorna beinhaltet.
Eine vom australischen Polarforscher John Béchervaise (1910–1998) geführte Mannschaft der Australian National Antarctic Research Expeditions entdeckte und bestieg ihn im Januar 1956. Das Antarctic Names Committee of Australia benannte ihn nach Béchervaises Ehefrau Lorna Fearn, nach der auch der Lake Lorna benannt ist.